# Лукьяново (Смоленская область)
Лукьяново — деревня в Вяземском районе Смоленской области России. Входит в состав Поляновского сельского поселения. Население — 44 жителя (2007). 
Расположена в восточной части области в 8 км к юго-западу от Вязьмы, в 1,5 км севернее автодороги Р134 «Старая Смоленская дорога» Смоленск — Дорогобуж — Вязьма — Зубцов, на берегу реки Новоселка. В 3 км северо-западнее деревни расположена железнодорожная станция Ждановка на линии Москва — Минск. 

## История
В XIX веке здесь находилась усадьба Ширинских-Шихматовых, к которым перешла через жену А. А. Ширинского-Шихматова Леокадию Петровну, урождённую Мезенцову (1863—1944), а Мезенцовым — через супругу П. И. Мезенцова, Марию Николаевну, урождённую Озерову (1827—1897).
В годы Великой Отечественной войны деревня была оккупирована гитлеровскими войсками в октябре 1941 года, освобождена в марте 1943 года.